# 彼得·罗伯特·拉蒙特·布朗
彼得·罗伯特·拉蒙特·布朗（英語：Peter Robert Lamont Brown，1935年7月26日—）是英国的历史学家，专攻古典时代晚期和中世纪早期的历史，现为普林斯顿大学历史系榮譽退休教授，獲誉“古代晚期研究领域的发明者”，主要作品有《古代晚期的世界》（The World of Late Antiquity）、《希波的奥古斯丁》（Augustine of Hippo: A Biography）、《穿过针眼：财富、西罗马帝国的衰亡和基督教会的形成，350~550年》（Through the Eye of a Needle: Wealth, the Fall of Rome, and the Making of Christianity in the West 350–550 AD）等。